# 4486 Mithra
4486 Mithra là một tiểu hành tinh Apollo và tiểu hành tinh cắt qua Sao Hỏa. Nó được phát hiện bởi Eric Elst và Vladimir Shkodrov ngày 22 tháng 9 năm 1987. Nó được đặt theo tên Mithra, một vị thần ánh sách Indo-Iran.